# Bahram IV
Bahram IV o Varanes IV fou rei sassànida de Pèrsia successor de Sapor III, que va regnar del 388 al 399. Tabari l'esmenta com a fill de Sapor II però Agàcies, Hamza i alguns altres l'esmenten com fill de Sapor III, cosa més probable. Una altra possibilitat és que fou germà de Sapor III.
Com a príncep era governador del Kirman i portava el títol de Kirman Shah, que va originar el nom de la ciutat de Kirmanshah o Kermansah al modern Kurdistan iranià, fundada per aquest sobirà.
Va fer un tractat amb l'emperador Teodosi I el Gran sobre Armènia (389) que va dividir el país entre els dos imperis, i així la part assignada a Pèrsia va esdevenir la Persarmènia (vers el 394 aquest territori es va passar als romans d'Orient però el germà de Bahram, Bahramshapur o Vram-Shapuh en armeni, que havia estat nomenat rei, en va conservar el control).
El 395 una horda d'huns va arribar fins a Mesopotàmia.
Va morir en una conspiració de nobles el 399 i el va succeir Isdigerdes I (fill de Sapor III i, per tant, possible germà de Bahram IV o en altre cas nebot)